# 迪内尔斯多夫
迪内尔斯多夫是奥地利施蒂利亚州哈特贝格县的一个市镇。总面积7.06平方公里，总人口652人，人口密度92.4人/平方公里（2005年）。